# Закон на Стивънс
Законът на Стивънс е психофизична емпирична зависимост между нарастването на интензивността на даден физичен дразнител и възприеманото нарастване в усещането, създавано от дразнителя. Той е разработен по-подробно през 1957 година от американския психолог Стенли Смит Стивънс в търсене на по-прецизна и по-широко приложима алтернатива на често използвания тогава логаритмичен закон на Вебер-Фехнер.
Общият вид на закона на Стивънс е:
{\displaystyle \psi (I)=kI^{a},}
където I е интензивността или силата на дразнителя в съответните физични мерни единици, ψ(I) е величината на усещането, предизвиквано от дразнителя, a е експонента, която зависи от вида на дразнителя, а k е коефициент за пропорционалност, зависещ от използваните мерни единици.